# Гаплогруппа H1e2 (мтДНК)
Гаплогруппа H1e2 — гаплогруппа митохондриальной ДНК человека.

## Субклады
- H1e2a
- H1e2b
- H1e2c
- H1e2d
- H1e2e
- H1e2f
- H1e2g
- H1e2h
- H1e2i
- H1e2j
- H1e2k
- H1e2l
- H1e2m

## Палеогенетика

### Халколит
Вила-Нова-де-Сан-Педру (культура)
- I6601 | Bol 5A, Adult 2 11B 4 663 __ Bolores __ Торриш-Ведраш, Лиссабон (округ), Португалия __ 2800–2600 BCE __ М __ I2 > I-Y3992 # H1e2.[1][2][3]

### Железный век
Британский железный век
- I14806 | GENLAB355; SK 505 __ Thame (the western settlement) __ Саут-Оксфордшир, Оксфордшир, Англия, Великобритания __ 386-198 calBCE (2224±30 BP, SUERC-95014) __ Ж __ H1bb > H1e2c.[4]

### Средние века
Вестготское королевство
- I12031 | PH'06-1172 __ Pla de l'Horta __ Саррья-де-Тер, Жирона (провинция), Каталония, Испания __ 500–600 CE __ М __ E1b1b1a1b1a > E-Y93395 # H1e2.[3]

Викинги
- VK349 | Oland_1073 __ Öland (grave 1) __ Kastlösa, Кальмар (лен), Швеция __ 690-977 calCE (1190±45 BP, LuSNo-10557) __ М __ R1b1a1b1a1a2c1a4b2c1a (R-FT230137*) # H1e2a.[5]

### Возрождение
Папская область
- R1221 | RMPR-1221 __ Сан-Лоренцо-ин-Дамазо (титулярная церковь) (Cancelleria US 17 6) __ Понте (район), Рим, Лацио, Италия __ 1480–1490 CE __ М __ J-L70 > J-Z32056 # H1e2.[6]

### Период Эдо
Сёгунат Токугава
- Миура Андзин (Уильям Адамс) __ Хирадо (город), Нагасаки (префектура), Кюсю (регион), Япония __ 1466-1819 calAD (410±30 BP, Beta-495523) __ М __ H1e2b.[7]

## Публикации
2017
- Szécsényi-Nagy A, Roth C, Brandt G; et al. (Ноябрь 2017). The maternal genetic make-up of the Iberian Peninsula between the Neolithic and the Early Bronze Age. Scientific Reports. 7: 15644. doi:10.1038/s41598-017-15480-9. PMC 5688114. PMID 29142317. {{cite journal}}: Явное указание et al. в: |author= (справка)Википедия:Обслуживание CS1 (множественные имена: authors list) (ссылка)

2018
- Olalde I, Brace S, Allentoft ME; et al. (Март 2018). The Beaker phenomenon and the genomic transformation of northwest Europe. Nature. 555 (7695): 190–196. doi:10.1038/nature25738. PMC 5973796. PMID 29466337. {{cite journal}}: Явное указание et al. в: |author= (справка)Википедия:Обслуживание CS1 (множественные имена: authors list) (ссылка)

2019
- Olalde I, Mallick S, Patterson N; et al. (Март 2019). The genomic history of the Iberian Peninsula over the past 8000 years. Science. 363 (6432): 1230–1234. doi:10.1126/science.aav4040. PMC 6436108. PMID 30872528. {{cite journal}}: Явное указание et al. в: |author= (справка)Википедия:Обслуживание CS1 (множественные имена: authors list) (ссылка)
- Antonio ML, Gao Z, Moots HM; et al. (Ноябрь 2019). Ancient Rome: A genetic crossroads of Europe and the Mediterranean. Science. 366 (6466): 708–714. doi:10.1126/science.aay6826. PMC 7093155. PMID 31699931. {{cite journal}}: Явное указание et al. в: |author= (справка)Википедия:Обслуживание CS1 (множественные имена: authors list) (ссылка)

2020
- Margaryan A, Lawson DJ, Sikora M; et al. (Сентябрь 2020). Population genomics of the Viking world. Nature. 585 (7825): 390–396. doi:10.1038/s41586-020-2688-8. PMID 32939067. {{cite journal}}: Явное указание et al. в: |author= (справка)Википедия:Обслуживание CS1 (множественные имена: authors list) (ссылка)
- Mizuno F; Ishiya K; Matsushita M; Matsushita T; Hampson K; Hayashi M; Tokanai F; Kurosaki K; Ueda S. (Декабрь 2020). A biomolecular anthropological investigation of William Adams, the first SAMURAI from England. Scientific Reports. 10: 21651. doi:10.1038/s41598-020-78723-2. PMC 7729870. PMID 33303940.

2022
- Patterson N, Isakov M, Booth T; et al. (Январь 2022). Large-scale migration into Britain during the Middle to Late Bronze Age. Nature. 601 (7894): 588–594. doi:10.1038/s41586-021-04287-4. PMC 8889665. PMID 34937049. {{cite journal}}: Явное указание et al. в: |author= (справка)Википедия:Обслуживание CS1 (множественные имена: authors list) (ссылка)